# Zărnești, Buzău
Zărnești là một xã thuộc hạt Buzău, România. Dân số thời điểm năm 2002 là 5534 người.